# رولز-رویس موتورز
رولز-رویس موتورز (به انگلیسی: Rolls-Royce Motors) شرکت خودروسازی بریتانیایی بود، که در سال ۱۹۷۳ پس از تفکیک شرکت رولز-رویس لیمیتد، به دو بخش هوافضا و خودروسازی، راه‌اندازی شد، که بخش خودروسازی آن به‌شمار می‌آمد.
در پی ملی‌سازی رولز-رویس لیمیتد که برای جلوگیری از ورشکستگی انجام شد، بخش هوافضای آن، شرکت رولز-رویس پی‌ال‌سی را تشکیل داد و بخش خودروسازی آن نیز بنام رولز-رویس موتورز ثبت گردید. سپس در سال ۱۹۸۰ این شرکت به ویکرز پی‌ال‌سی واگذار شد. در ۱۹۹۸ گروه فولکس‌واگن آن را از ویکرز خریداری کرد و در پایان در سال ۲۰۰۲ شرکت ب ام و، رولز-رویس موتورز را، تصاحب نمود. این شرکت هم‌اکنون تحت نام رولز-رویس موتور کارز فعالیت می‌کند و از شرکت‌های تابعه ب ام و محسوب می‌شود.